# Lista de pontes romanas em Portugal
Esta é uma lista de pontes romanas em Portugal, lista não exaustiva das 
pontes romanas existentes em Portugal mas tão só das que como tal se encontram registadas na Wikidata.
A maior parte destas pontes estão classificadas oficialmente ou como Monumento Nacional ou como Imóvel de Interesse Público, havendo algumas classificadas como Imóvel de Interesse Municipal e ainda outras Sem Proteção Legal.
No âmbito da Direção-Geral do Património Cultural do estado português, e para além da base de dados que transitou do IGESPAR, existe a base de dados SIPA onde estão registados os imóveis que em Portugal foram  objecto de classificação. Na última coluna desta lista está inserida a hiperligação para a ficha SIPA da respectiva ponte.
Na primeira coluna, a designação da ponte em itálico significa que não existe artigo na Wikipédia sobre essa ponte, existindo apenas a ficha (elemento/item/objecto) Wikidata.
A lista está ordenada pela localização (freguesia) de cada ponte.
| Designação                                                              | Imagem | Localização                                                | Coordenadas Geográficas     | designação do património         | SIPA  |
| ----------------------------------------------------------------------- | ------ | ---------------------------------------------------------- | --------------------------- | -------------------------------- | ----- |
| Ponte e Calçada romanas em Aldeia Viçosa                                |        | Aldeia Viçosa                                              | 40° 34′ 05″ N, 7° 18′ 45″ O | sem protecção legal              | 15969 |
| Ponte de Ponte de Lima                                                  |        | Arca e Ponte de Lima                                       | 41° 46′ 08″ N, 8° 35′ 07″ O | Monumento Nacional               | 424   |
| Ponte medieval que atravessa o rio de Mouro                             |        | Barbeita                                                   | 42° 04′ 29″ N, 8° 23′ 39″ O | Imóvel de Interesse Público      | 449   |
| Ponte Velha de Vizela                                                   |        | Caldas de Vizela (São Miguel e São João)                   | 41° 22′ 23″ N, 8° 18′ 43″ O | Monumento Nacional               | 205   |
| Ponte de Pedra da Ribeira de Isna                                       |        | Cardigos Cumeada e Marmeleiro São João do Peso             | 39° 44′ 09″ N, 8° 03′ 18″ O | Imóvel de Interesse Público      | 3400  |
| Ponte da Cava da Velha                                                  |        | Castro Laboreiro e Lamas de Mouro                          | 42° 00′ 12″ N, 8° 09′ 50″ O | Monumento Nacional               | 4096  |
| Ponte de Nossa Senhora da Graça e via romana                            |        | Espírito Santo, Nossa Senhora da Graça e São Simão         | 39° 33′ 04″ N, 7° 37′ 39″ O | Conjunto de Interesse Público    | 5991  |
| Ponte romana na freguesia de Estorãos                                   |        | Estorãos                                                   | 41° 47′ 10″ N, 8° 38′ 42″ O | Imóvel de Interesse Municipal    | 447   |
| Ponte da Mizarela                                                       |        | Ferral Ruivães e Campos                                    | 41° 41′ 31″ N, 8° 01′ 10″ O | Imóvel de Interesse Público      | 752   |
| Ponte de Gimonde                                                        |        | Gimonde                                                    | 41° 48′ 13″ N, 6° 41′ 50″ O | Imóvel de Interesse Público      | 470   |
| Ponte de Segura                                                         |        | Idanha-a-Nova                                              | 39° 49′ 02″ N, 6° 58′ 54″ O | Bem de Interesse Cultural        | 9310  |
| Ponte antiga em Cheleiros                                               |        | Igreja Nova e Cheleiros                                    | 38° 53′ 18″ N, 9° 19′ 38″ O | Imóvel de Interesse Público      | 6383  |
| Ponte Romana de Longroiva                                               |        | Longroiva                                                  | 40° 57′ 54″ N, 7° 11′ 43″ O | Imóvel de Interesse Público      | 2924  |
| Ponte Romana em Loriga                                                  |        | Loriga                                                     | 40° 19′ 29″ N, 7° 41′ 01″ O | sem protecção legal              | 12087 |
| Ponte do Barão                                                          |        | Loulé Albufeira                                            | 37° 06′ 30″ N, 8° 09′ 39″ O |                                  | 25603 |
| Ponte de Trajano                                                        |        | Madalena e Samaiões                                        | 41° 44′ 18″ N, 7° 28′ 02″ O | Monumento Nacional               | 3668  |
| Ponte Romana sobre o Rio Seco                                           |        | Malpartida e Vale de Coelha                                | 40° 45′ 30″ N, 6° 52′ 00″ O | sem protecção legal              | 9372  |
| Ponte em Matança                                                        |        | Matança                                                    | 40° 40′ 52″ N, 7° 31′ 50″ O | sem protecção legal              | 7458  |
| Ponte do Coadouro                                                       |        | Mação, Penhascoso e Aboboreira                             | 39° 32′ 58″ N, 8° 01′ 13″ O | sem protecção legal              | 3399  |
| Ponte de Mação                                                          |        | Mação, Penhascoso e Aboboreira                             | 39° 33′ 09″ N, 8° 00′ 04″ O | sem protecção legal              | 3401  |
| Ponte Romana de Messejana                                               |        | Messejana                                                  | 37° 50′ 34″ N, 8° 14′ 24″ O | Em vias de classificação         | 35662 |
| Ponte romana sobre a ribeira de Monforte                                |        | Monforte                                                   | 39° 03′ 28″ N, 7° 26′ 37″ O | Imóvel de Interesse Público      | 3205  |
| Ponte sobre o Rio Ponsul                                                |        | Monsanto e Idanha-a-Velha                                  | 39° 59′ 44″ N, 7° 08′ 32″ O | Imóvel de Interesse Público      | 9487  |
| Ponte romana sobre o rio Brenhas                                        |        | Moura (Santo Agostinho e São João Baptista) e Santo Amador | 38° 08′ 47″ N, 7° 26′ 38″ O | Imóvel de Interesse Público      | 986   |
| Ponte de Piscais                                                        |        | Mouçós e Lamares                                           | 41° 19′ 05″ N, 7° 43′ 21″ O | Imóvel de Interesse Público      | 5827  |
| Ponte Romana de Muge                                                    |        | Muge                                                       | 39° 06′ 31″ N, 8° 42′ 45″ O | sem protecção legal              | 20820 |
| Conjunto formado pela estrada romana e ponte sobre o rio Tinhela        |        | Murça                                                      | 41° 24′ 04″ N, 7° 27′ 54″ O | Imóvel de Interesse Público      | 5678  |
| Ponte da Anaia                                                          |        | Porto de Mós - São João Baptista e São Pedro               | 39° 36′ 15″ N, 8° 49′ 20″ O | sem protecção legal              | 10556 |
| Ponte do Rio Alcaide                                                    |        | Porto de Mós - São João Baptista e São Pedro               | 39° 35′ 43″ N, 8° 48′ 44″ O | sem protecção legal              | 10112 |
| Pontão de Possacos                                                      |        | Possacos                                                   | 41° 37′ 17″ N, 7° 15′ 29″ O | sem protecção legal              | 5786  |
| Ponte velha de Quelfes                                                  |        | Quelfes                                                    | 37° 03′ 18″ N, 7° 49′ 48″ O | Imóvel de Interesse Público      | 2913  |
| Ponte da Tôr                                                            |        | Querença, Tôr e Benafim                                    | 37° 11′ 24″ N, 8° 01′ 38″ O | Monumento de Interesse Municipal | 5644  |
| Ponte Romana em Sandomil                                                |        | Sandomil                                                   | 40° 21′ 26″ N, 7° 46′ 48″ O | sem protecção legal              | 12102 |
| Ponte romana de Miróbriga                                               |        | Santiago do Cacém, Santa Cruz e São Bartolomeu da Serra    | 38° 00′ 34″ N, 8° 41′ 03″ O |                                  |       |
| Ponte Romana do Sardoal                                                 |        | Sardoal                                                    | 39° 31′ 51″ N, 8° 09′ 35″ O | sem protecção legal              | 22931 |
| Ponte de Vila Formosa                                                   |        | Seda                                                       | 39° 12′ 58″ N, 7° 47′ 05″ O | Monumento Nacional               | 4947  |
| Conjunto constituído pela calçada e ponte romanas e azenha na Catribana |        | São João das Lampas e Terrugem                             | 38° 53′ 20″ N, 9° 24′ 49″ O | Imóvel de Interesse Público      | 6085  |
| Ponte antiga sobre o Rio Gilão                                          |        | Tavira (Santa Maria e Santiago)                            | 37° 07′ 37″ N, 7° 38′ 59″ O | Imóvel de Interesse Público      | 1294  |
| Ponte de Pedra sobre o Rio Tuela                                        |        | Torre de Dona Chama                                        | 41° 39′ 55″ N, 7° 08′ 45″ O | Monumento Nacional               | 827   |
| Ponte Romana em Vila Cova à Coelheira                                   |        | Vila Cova à Coelheira                                      | 40° 22′ 45″ N, 7° 44′ 06″ O | sem protecção legal              | 12149 |
| Ponte romana sobre a ribeira de Odivelas                                |        | Vila Ruiva                                                 | 38° 15′ 35″ N, 7° 56′ 46″ O | Monumento Nacional               | 1027  |